# オニコウベスキー場
オニコウベスキー場（オニコウベスキーじょう、ONIKOUBE）は、宮城県大崎市にあるスキー場。
スキー、スノーボードが利用可能。未圧雪コースなどが多くあることが特徴。

## ゲレンデ
- フォレストロード
  - ブナの樹氷を見ることができる。
- スネークロード
- ラビットロード
- ロマンスフィールド
- ロディオフィールド
- バスチャーフィールド
  - スノーパークが設置されている。
- メロウフィールド
- オールデイフィールド

## リフト
- 第1ペアリフト（551m）
- 第2ペアリフト（817m）
- 第3ペアリフト（500m）
- 第5ペアリフト（351m）
- 第6ペアリフト（750m）
- 小柴ペアリフト（900m）

## アクセス
- 自動車
  - 東北自動車道古川インターチェンジから約50分。
  - 鳴子から約20分。
- バス
  - 鳴子温泉から約39分。

## その他
駐車場あり。合計1000台収容。